# Dustin Byfuglien
Dustin Ray Byfuglien (/ˈbʌflɨn/ buf-lin or local /baɪfuːɡliən/ by-foo-glee-ən) (Minneapolis, Minnesota, 1985. március 27. –) Stanley-kupa-győztes profi jégkorongozó. Jelenleg a National Hockey League-ben játszó Winnipeg Jets játékosa. Hátvéd és csatár poszton is játszik.

## Karrier

### Első lépései
Byfuglien Minneapolisban, Minnesota államban született, szülei Cheryl Byfuglien és Rick Spencer. Édesanyja norvég származású, míg édesapja afroamerikai. Édesanyjával elköltöztek Roseauba, Minnesota államba, hogy közelebb lehessen családjához, édesapja Minneapolisban maradt, hogy befejezze tanulmányait. Roseauban szeretett bele a jégkorongba, mostohaapja, Dale Smedsmo is jégkorongozott, ő négy meccs erejéig a Toronto Maple Leafs mezét is felölthette magára az NHL-ben. Édesapja egyetemi amerikai focista volt. Középiskolai tanulmányai alatt a Minnesota Állami jégkorong bajnokságban jégkorongozott, majd eligazolt Warrenvillebe, Illinois államba,Chicago kertvárosába, hogy ott az AAA under-18 hockey jégkorongligában a Chicago Mission színeiben játszódhasson. Junior korára Kanadába igazolt.

### Junior liga és az NHL
Byfuglien junior pályafutását a Western Hockey League-ben töltötte, a Brandon Wheat Kingsben, majd a Prince George Cougarsba igazolt. A 2003-as NHL-drafton a Chicago Blackhawks a 245. helyen választotta ki és lefoglalta a játékjogát. Draftolása után két évvel, a 2005–2006-os NHL-szezonban már bemutatkozott a Chicago Blackhawks mezében, de az első két szezonjában többnyire az American Hockey League-ben kapott lehetőséget a bizonyításra, a Norfolk Admiralsban. Harmadik NHL-es szezonjától kezdődően csapatában többnyire alapembernek számított, de előtte még 8 mérkőzést játszott a Rockford IceHogsban az AHL-ben. A 2009–2010-es NHL-szezon végén magasba emelhette a Stanley-kupát, a döntőben a Chicago Blackhawks a Philadelphia Flyers győzte le. Byfuglienre az egész rájátszásban fontos szerep hárult, s ő nem is vallott szégyent, hiszen 16 pontot, közte 11 gólt szerzett, melyből 3-t a döntőben. 2010 nyarán a Chicago Blackhawkstól, egy több emberes csere által, az Atlanta Thrashers csapatához került. 2011 február 15-én az Atlanta Thrashers csapata ötéves szerződést kötött vele, ezen szerződés értelmében az öt év alatt 26 millió $-t keres összesen. Azóta is ezt a csapatot erősíti, bár érkezése után 1 évvel a franchise Winnipegbe költözött és Winnipeg Jets néven lett bejegyezve. A 2015–2016-os NHL-szezonban már negyedszer vehetett részt az NHL All Star Gálán, bár 2012-ben sérülés miatt nem tudott részt venni.

## Statisztikák
| 2001–2002 | Brandon Wheat Kings   | WHL | 3   | 0   | 0   | 0   | 0   | —  | —  | —  | —  | —  |
| 2002–2003 | Brandon Wheat Kings   | WHL | 8   | 1   | 1   | 2   | 4   | —  | —  | —  | —  | —  |
| 2002–2003 | Prince George Cougars | WHL | 48  | 9   | 28  | 37  | 74  | 5  | 1  | 3  | 4  | 12 |
| 2003–2004 | Prince George Cougars | WHL | 66  | 16  | 29  | 45  | 137 | —  | —  | —  | —  | —  |
| 2004–2005 | Prince George Cougars | WHL | 64  | 22  | 36  | 58  | 184 | —  | —  | —  | —  | —  |
| 2005–2006 | Norfolk Admirals      | AHL | 53  | 8   | 15  | 23  | 75  | 4  | 1  | 2  | 3  | 4  |
| 2005–2006 | Chicago Blackhawks    | NHL | 25  | 3   | 2   | 5   | 24  | —  | —  | —  | —  | —  |
| 2006–2007 | Norfolk Admirals      | AHL | 63  | 16  | 28  | 44  | 146 | 6  | 0  | 2  | 2  | 18 |
| 2006–2007 | Chicago Blackhawks    | NHL | 9   | 1   | 2   | 3   | 10  | —  | —  | —  | —  | —  |
| 2007–2008 | Rockford IceHogs      | AHL | 8   | 2   | 5   | 7   | 25  | —  | —  | —  | —  | —  |
| 2007–2008 | Chicago Blackhawks    | NHL | 67  | 19  | 17  | 36  | 59  | —  | —  | —  | —  | —  |
| 2008–2009 | Chicago Blackhawks    | NHL | 77  | 15  | 16  | 31  | 81  | 17 | 3  | 6  | 9  | 26 |
| 2009–2010 | Chicago Blackhawks    | NHL | 82  | 17  | 17  | 34  | 94  | 22 | 11 | 5  | 16 | 20 |
| 2010–2011 | Atlanta Thrashers     | NHL | 81  | 20  | 33  | 53  | 93  | —  | —  | —  | —  | —  |
| 2011–2012 | Winnipeg Jets         | NHL | 66  | 12  | 41  | 53  | 72  | —  | —  | —  | —  | —  |
| 2012–2013 | Winnipeg Jets         | NHL | 43  | 8   | 20  | 28  | 34  | —  | —  | —  | —  | —  |
| 2013–2014 | Winnipeg Jets         | NHL | 78  | 20  | 36  | 56  | 86  | —  | —  | —  | —  | —  |
| 2014–2015 | Winnipeg Jets         | NHL | 69  | 18  | 27  | 45  | 124 | 4  | 0  | 1  | 1  | 4  |
| NHL       | NHL                   | NHL | 597 | 133 | 211 | 344 | 677 | 43 | 14 | 12 | 26 | 50 |

## Sikerei, díjai
- Stanley-kupa: 2010
- All-Star Gála: 2011, 2012*, 2015, 2016 (*sérülés miatt nem tudott részt venni)